# Psenulus
Psenulus is een geslacht van vliesvleugelige insecten van de familie van de graafwespen (Crabronidae).

## Soorten
- P. berlandi Beaumont, 1937
- P. concolor (Dahlbom, 1843)
- P. cypriacus van Lith, 1973
- P. fulvicornis (Schenck, 1857)
- P. fuscipennis (Dahlbom, 1843)
- P. hidalgo Guichard, 1990
- P. laevigatus (Schenck, 1857)
- P. meridionalis Beaumont, 1937
- P. pallipes (Panzer, 1798)
- P. schencki (Tournier, 1889)